# Старе Слемене
Старе Слемене (словен. Stare Slemene) — поселення в общині Словенське Коніце, Савинський регіон, Словенія. Висота над рівнем моря: 441,1 м.